# Йоганн Леопольд Саксен-Кобург-Готський
Йоганн Леопольд Вільгельм Альберт Фердинанд Віктор, наслідний принц Саксен-Кобург-Готський (нім. Johann Leopold Wilhelm Albert Ferdinand Viktor Erbprinz von Sachsen-Coburg und Gotha; 2 серпня 1906 — 4 травня 1972) — німецький аристократ і військовослужбовець, унтер-офіцер вермахту.

## Біографія
Старший син останнього герцога Саксен-Кобург-Готського Карла Едуарда і його дружини Вікторії Аделаїди Шлезвіг-Гольштейнської. Був наслідним принцом Саксен-Кобург-Готським з народження до примусового зречення батька 18 листопада 1918 року внаслідок Листопадової революції. В 1932 році зрікся прав на місце голови Саксен-Кобург-Готського дому.
Карл Едуард сподівався домовитися про шлюб між принцом Йоганном Леопольдом і принцесою Юліаною, спадкоємицею його двоюрідної сестри королеви Нідерландів Вільгельміни. Заручини так і не відбулася, в чому Карл Едуард звинувачував свого «непотрібного» сина.
1 квітня 1932 року вступив у НСДАП (партійний квиток №1 037 966). В 1937 році Йоганну Леопольду погрожували виключенням з партії через його незацікавленість в нацизмі. Під час Другої світової війни служив унтер-офіцером зенітного полку. В 1943 році звільнений з вермахту через політичну неблагонадійність. Судові розгляди проти нього закрили 20 лютого 1947 року.

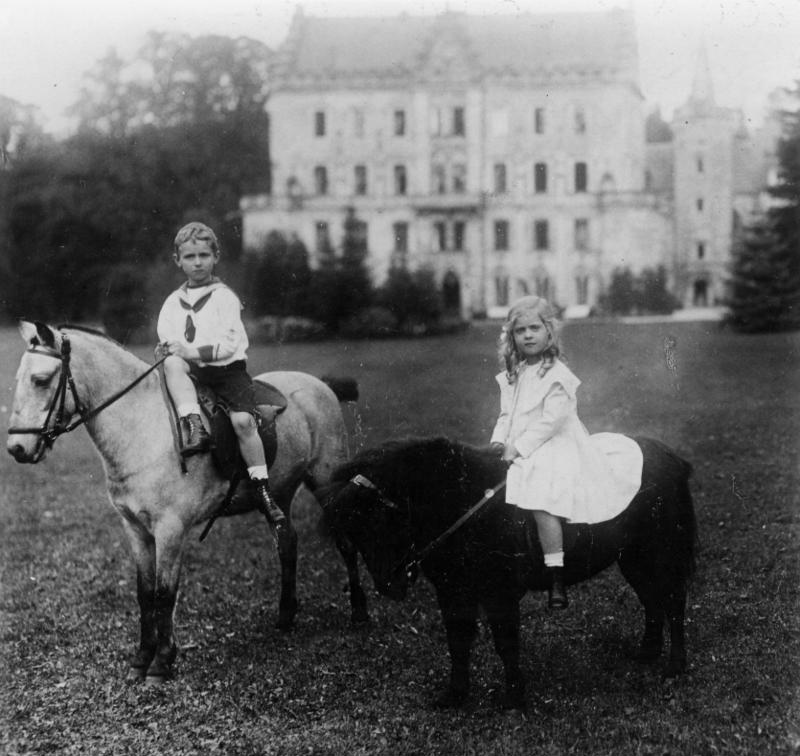
Йоганн Леопольд із сестрою Сибіллою в парку замку Райнгардсбрунн (1913).

7 вересня 1948 року кримінальна палата окружного суду Амберга засудила Йоганна Леопольда до двох років ув'язнення за інцест і сексуальні зв'язки з неповнолітніми та наркоманами. Після цього його зв'язки з сім'єю були розірвані. Як наслідок, Йоганн Леопольд не був присутній на похороні батька 10 березня 1954 року.

## Сім'я
Його першою дружиною була Феодора фон дер Горст (1905-1991), з якою він одружився 9 березня 1932 року. Він був змушений відректися від своїх прав успадкування при вступі в шлюб. У подружжя було троє дітей:
- Кароліна Матильда Адельгайда Сибілла Маріанна Еріка (1933)
  - ∞ 1953 Майкл Нільсен (1923-1975), дві дочки
- Ернст Леопольд Едуард Вільгельм Йосія (1935—1996), наклав на себе руки разом з третьою дружиною
  - ∞ 1961  Інгеборд Геніг (розлучення 1963), син
  - ∞ 1963 Гертруда Моніка Пфайффер (розлучення 1985), три сини і дві дочки
  - ∞ 1986 Сабіна Біллер
- Петер Альберт Фрідріх Йозіас (1939)
  - ∞ 1964 Розіта Генрієтта Брейер, два сина

27 лютого 1962 Йоганн Леопольд і Феодора розлучилися.
Його другою дружиною була Марія Терезія Райндль (1908—1996), з якою одружився 3 березня 1963 року. У них не було дітей.